# 5941 Valencia
5941 Valencia este un asteroid din centura principală de asteroizi.

## Descriere
5941 Valencia este un asteroid din centura principală de asteroizi. A fost descoperit pe 20 octombrie 1982 la Observatorul de Astrofizică din Crimeea de Liudmila Karacikina. El prezintă o orbită caracterizată de o semiaxă mare de 2,89 ua, o excentricitate de 0,06 și o înclinație de 1,3° în raport cu ecliptica.